# Castanheiras
Castanheiras is een gemeente in de Braziliaanse deelstaat Rondônia. De gemeente telt 3.685 inwoners (schatting 2009).
De gemeente grenst aan Presdiente Médici, Cacoal, Nova Brasilândia d'Oeste, Novo Horizonte do Oeste en Rolim de Moura.